# Экологический кризис
Экологический кризис — особый тип экологической ситуации, когда среда обитания одного из видов или популяции изменяется так, что ставит под сомнение его дальнейшее существование. Основные причины кризиса:
- Абиотические: качество окружающей среды деградирует по сравнению с потребностями вида после изменения абиотических экологических факторов (например, увеличение температуры или уменьшение количества дождей).
- Биотические: окружающая среда становится сложной для выживания вида (или популяции) из-за увеличенного давления со стороны хищников или из-за перенаселения.
- Антропогенные: состояние окружающей среды ухудшается в результате деятельности человека (нерациональное использование и распределение ограниченных природных ресурсов, выбросы вредных парниковых газов в слои атмосферы предприятиями и т. д.).

Кризис может быть:
- глобальным;
- локальным.

Бороться с глобальным экологическим кризисом гораздо труднее, чем с локальным. Решения этой проблемы можно достигнуть только минимизацией загрязнений, произведенных человечеством до уровня, с которым экосистемы будут в состоянии справиться самостоятельно. В настоящее время глобальный экологический кризис включает четыре основных компонента: кислотные дожди, парниковый эффект, загрязнение планеты суперэкотоксикантами и так называемые озоновые дыры.
В далёком прошлом Земли глобальный экологический кризис предшествовал массовому пермско-триасовому вымиранию. Эволюционная теория прерывистого равновесия предполагает, что редкие экологические кризисы могут быть двигателем быстрой эволюции.

## Абиотические факторы
Изменение климата начинает сильно влиять на экосистемы. В связи с глобальным потеплением, наблюдается уменьшение снегопадов и поднимается уровень моря. Экосистемам придется измениться, чтобы сосуществовать с выросшей температурой. Как следствие, много видов могут покинуть свои среды обитания.
В опасности находятся полярные медведи. Им требуется лед для охоты на их основную пищу — морских котиков. В то же время, ледяные шапки тают, с каждым годом делая охотничий сезон короче. В результате, они не набирают достаточно жира для зимовки; и поэтому не могут размножаться в количестве необходимом для сохранения популяции.
Пресноводная и болотная экосистемы также сильно подвержены влиянию увеличения температуры. Изменения климата могут быть смертельны для некоторых видов рыб (лосось, форель и др.).
Многие виды смогут приспособиться, переместив свои области обитания ближе к полюсам, другим же повезет меньше. Например, некуда будет двигаться полярным медведям или лососю.

## Исчезновение многообразия видов
Исчезает огромное количество видов. Каждый год исчезает от 17 до 100 тысяч видов. Скорость, с которой виды становятся исчезающими, необыкновенно выросла за последние годы.
Исчезновение видов из экосистемы рано или поздно коснется каждого. В США и Канаде было зафиксировано необыкновенное сокращение популяции акул вдоль восточного побережья. Одновременно с этим было зафиксировано увеличение популяции скатов, которые, в свою очередь, на порядок сократили количество ракообразных в том же регионе. Сокращение количества ракообразных привело к ухудшению качества воды и к сокращению подводных полей. Разнообразие видов сокращается с огромной скоростью.
Семь миллионов квадратных километров тропического леса исчезли за последние 50 лет. Два миллиона из них были впоследствии использованы под сельское хозяйство, остальные же пять для этого не подходят. Чтобы вернуть на них лес, требуется примерно пять миллиардов тонн углерода из атмосферы каждый год в течение 10-20 лет. Лесонасаждение, тем не менее, принесет огромную пользу разнообразию видов.

## Перенаселение
В дикой природе проблема перенаселения решается с помощью хищников. Хищники отлично замечают следы болезни в своих жертвах и поедают в основном старых и больных. Побочным действием является выживание самых сильных и ограничение роста популяции.
В отсутствие хищников, виды ограничиваются ресурсами, которые они могут найти на территории обитания, но это не всегда сдерживает перенаселение. Фактически изобилие ресурсов может вызвать бум рождаемости, который выльется в то, что в регионе окажется больше потребителей, чем он может прокормить. В этом случае голод и жесточайшая конкуренция за оскудевшие ресурсы приведет популяцию к краху, причем очень быстро. Лемминги и некоторые другие грызуны известны такими периодами быстрого роста и следующего за ними падения.
В идеале вместе с ростом популяции растет и популяция хищников, ей питающихся. Животные, слабые генетически, или имеющие врожденные дефекты, также вскоре умирают, будучи неспособными соревноваться за выживание со здоровыми.
В реальности же, животные, появившиеся в регионе извне имеют преимущество перед местными, например они могут быть «несъедобными» для местных хищников. В отсутствие контроля, такие животные могут мгновенно вырасти в количестве и практически уничтожить экосистему.
Примеры перенаселения, вызванного привнесенными в экосистему видами.
- В Аргентине (Патагонии), чужеродные виды, такие как форель и овца, завезенные из Европы, оказались страшнее чумы, вытеснив местные виды рыбы и жвачных.

- В Австралии, когда европейские иммигранты завезли туда кроликов, те расплодились так, что вышли из-под контроля и начали поедать растения, необходимые местным видам для выживания. Фермеры устроили настоящую охоту на кроликов, чтобы защитить свои фермы. Они также привезли кошек для защиты от крыс. Кошки оказались еще одной проблемой, так как начали поедать местных животных.